# Ulla-Carin Nyquist
Ulla-Carin Nyquist, född 19 januari 1954 i Strängnäs är en svensk dramaturg, manusförfattare och kompositör. Hon har arbetat för SVT Fiction, Uppsala Stadsteater, Gottsunda Teater, SVT Drama, Sveriges Radio och TV4. Ulla-Carin Nyquist har samarbetat med bland andra Tina Ahlin, Helen Sjöholm, Jojje Wadenius och Lise & Gertrud.

## Film

### Manus
- 2006 – Tunn hud
- 1996 – Och stjärnans namn var malört
- 1996 – Skilda världar (ett avsnitt)
- 1995 – Rederiet (tre avsnitt)
- 1990 – Hemligheten
- 1988 – Det första äventyret
- 1987 – Mr Big
- 1984 – Vem älskar Fröding (pjäs)

### Regi
- 2006 – Tunn hud med Lennart Malmer

### Producent
- 2006 – Tunn hud

### Filmmusik
- 2006 - Tunn hud
- 2001 – De älskande i San Fernando (med Claes Wang)
- 1995 – Leken (med Claes Wang)
- 1990 – Hemligheten
- 1989 – Väntan

### Roller
- 2008 – Motståndare till längtan
- 2006 – Tunn hud
- 1996 – Och stjärnans namn var malört (röst)

## Radio i urval
- 2015 – Tankar för dagen
- 2015 – P2 Dokumentär: Man blir inte blind av att blunda - om Jan Tolf (med Lennart Malmer)
- 2013 – Tankar för dagen
- 2012 – Felicia special

## Text & musik, scen
- 2016 – Drömmen om julen (i samarbete med Carola Häggkvist och Peter Nordahl)
- 2014 – Lyckan kommer från ett annat land (text & musik, med Lise & Gertrud)
- 2009 – Liv är att ta sig ut (text & musik med Lise & Gertrud)
- 1993 – Vandringen till Sköldpaddsberget (librettot, med Stellan Sagvik och Ole Anders Tandberg för Folkoperan)
- (år okänt) – En fredsduva före sin tid, föreställning om Fredrika Bremer med Maritza Horn
- 1988 – Morgon i Georgia med Maritza Horn
- 1988 – Lyssna till ditt hjärta (singel) Maritza Horn
- 1988 – Indiansagor från Nordamerika (med Låt & Leklaget)
- 1984 - Kråkbråk med Sångspelsteatern

## Priser och utmärkelser
- 2009 – Atterbergpriset
- 1988 – Grammis: text och musik till årets visa Morgon i Georgia med Maritza Horn